# أولاد الديك (أولاد عيسى)
أولاد الديك هي إحدى مشيخات المملكة المغربية، تتبع جغرافيا لإقليم خريبكة وإداريًا لأولاد عيسى. يقدر عدد سكانها بـ 2,215 نسمة حسب الإحصاء الرسمي للسكان والسكنى لسنة 2004.